# ブルーノ (イタリア)
ブルーノ（伊: Bruno）は、イタリア共和国ピエモンテ州アスティ県にある、人口約300人の基礎自治体（コムーネ）。

## 地理

### 位置・広がり

#### 隣接コムーネ
隣接するコムーネは以下の通り。括弧内のALはアレッサンドリア県所属を示す。
- ベルガマスコ (AL)
- カレンティーノ (AL)
- カッシーネ (AL)
- カステルヌオーヴォ・ベルボ
- モンバルッツォ

#### 地震分類
イタリアの地震リスク階級 (it) では、4 に分類される
。